# Solid

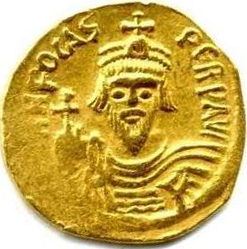
Solid Fokasa (VII w.) – awers

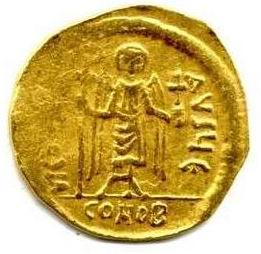
Solid Fokasa – rewers

Solid (łac. solidus – mocny, trwały, niewzruszony) – złota moneta rzymska o masie 4,55 grama (1/72 funta), wprowadzona w latach 309–311 w zachodniej części cesarstwa rzymskiego przez Konstantyna I, która zastąpiła aureus. 
Do XI wieku bita w cesarstwie bizantyjskim, od 1092 r. przekształcona w jednostkę obrachunkową odpowiadającą 24 karatom czystego złota. Do końca X wieku solid był główną monetą handlową Bizancjum, powszechnie nazywany tam nomisma. Znana też w szerszym obiegu jako bizant (lub bezant), moneta ta należała do najważniejszych środków płatniczych Europy i krajów basenu Morza Śródziemnego do połowy XI wieku. Najpierw zastąpił ją wartościowszy złoty histamenon, a następnie przeprowadzona przez cesarza Aleksego I Komnena reforma monetarna (1092) wprowadziła hyperpyron jako najważniejszą monetę handlową.
W karolińskiej reformie monetarnej solid przyjęto jako element srebrnego systemu monetarno-obrachunkowego, stosowanego przez całe średniowiecze, a w Anglii pod nazwą szylinga do 1971 r.. W systemie karolińskim
1 funt (ok. 408 gramów) równy był 20 solidom i 240 denarom, co spowodowało, że w średniowieczu na ziemiach polskich, szczególnie na północy, posługiwano się solidem równym 12 denarom. W 1380 r., dzięki krzyżakom, solidus jako jednostka obrachunkowa przyjął postać materialną szeląga.
Od nazwy solida wywodzą się późniejsze nazwy pieniądza: sou, soldo, szyling, szeląg. Od nazwy tej pochodzą również słowa oznaczające żołd i żołnierza: ang. soldier, hiszp. soldado, niem. Soldat, ros. солдат.